# Olympische Sommerspiele 1988/Leichtathletik – 4 × 100 m (Frauen)

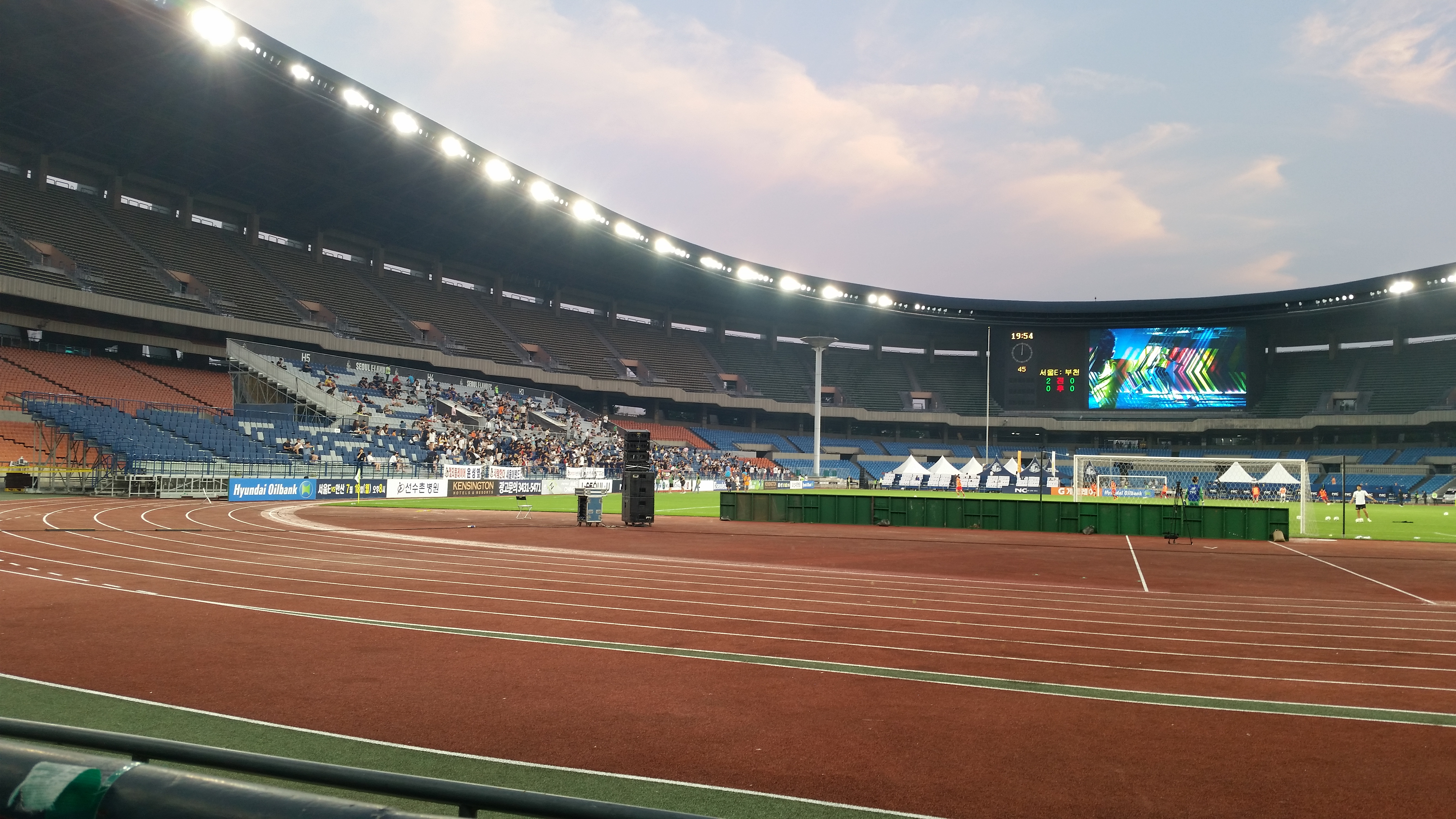
Innenraum des Olympiastadions im Jahr 2016

Die 4-mal-100-Meter-Staffel der Frauen bei den Olympischen Spielen 1988 in Seoul wurde am 30. September und 1. Oktober 1988 im Olympiastadion Seoul ausgetragen. In neunzehn Staffeln nahmen 81 Athletinnen teil.
Den Olympiasieg erlief sich die Staffel der USA mit Alice Brown, Sheila Echols, Florence Griffith-Joyner und Evelyn Ashford sowie der in den Vorläufen außerdem eingesetzten Dannette Young.
 Die DDR (Silke Möller, Kerstin Behrendt, Ingrid Lange, Marlies Göhr) errang die Silbermedaille.
Bronze ging an die Sowjetunion in der Besetzung Ljudmila Kondratjewa, Galina Maltschugina, Marina Schirowa und Natalja Pomoschtschnikowa.
Auch die nur im Vorlauf eingesetzte Läuferin der USA erhielt eine Goldmedaille.
Die Staffel der Bundesrepublik Deutschland erreichte das Finale und wurde Vierte.

Staffeln aus der Schweiz, Österreich und Liechtenstein nahmen nicht teil.

## Aktuelle Titelträgerinnen
| Olympiasiegerinnen 1984                      | USA                 | 41,65 s | Los Angeles 1984  |
| Weltmeisterinnen 1987                        | USA                 | 41,58 s | Rom 1987          |
| Europameisterinnen 1986                      | DDR                 | 41,84 s | Stuttgart 1986    |
| Panamerikanische Meisterinnen 1987           | USA                 | 42,91 s | Indianapolis 1987 |
| Zentralamerika und Karibik-Meisterinnen 1987 | Kolumbien           | 45,29 s | Caracas 1987      |
| Südamerika-Meisterinnen 1987                 | Argentinien         | 45,45 s | São Paulo 1987    |
| Asienmeisterinnen 1987                       | Volksrepublik China | 45,20 s | Singapur 1987     |
| Afrikameisterinnen 1988                      | Ghana               | 44,68 s | Annaba 1988       |

## Bestehende Rekorde
| Weltrekord         | 41,37 s | DDR (Silke Gladisch, Sabine Günther, Ingrid Auerswald, Marlies Göhr) | Canberra, Australien                           | 6. Oktober 1985 |
| Olympischer Rekord | 41,60 s | DDR (Romy Müller, Bärbel Wöckel, Ingrid Auerswald, Marlies Göhr)     | Finale OS Moskau, Sowjetunion (heute Russland) | 1. August 1980  |

Der bestehende olympische Rekord wurde bei diesen Spielen nicht erreicht. Im schnellsten Rennen, dem Finale, verfehlten die Vereinigten Staaten als Olympiasieger mit 41,98 s diesen Rekord um 38 Hundertstelsekunden. Zum Weltrekord fehlten dem Team 61 Hundertstelsekunden.

## Vorrunde
Datum: 30. September 1988
Die neunzehn Staffeln wurden in drei Läufe gelost. Für das Halbfinale qualifizierten sich pro Lauf die ersten vier Staffeln. Darüber hinaus kamen die vier Zeitschnellsten, die sogenannten Lucky Loser, weiter. Die direkt qualifizierten Staffeln sind hellblau, die Lucky Loser hellgrün unterlegt.

### Vorlauf 1
13:50 Uhr
| Platz | Staffel           | Besetzung                                                                          | Zeit    |
| ----- | ----------------- | ---------------------------------------------------------------------------------- | ------- |
| 1     | Sowjetunion       | Marina Schirowa Ljudmila Kondratjewa Galina Maltschugina Natalja Pomoschtschnikowa | 42,88 s |
| 2     | BR Deutschland    | Sabine Richter Ulrike Sarvari Ute Thimm Andrea Thomas                              | 42,99 s |
| 3     | Frankreich        | Laurence Bily Marie-Christine Cazier-Ballo (Vorlauf) Françoise Leroux Muriel Leroy | 43,43 s |
| 4     | Bulgarien         | Walja Demirewa Jordanka Donkowa Nadeschda Georgiewa Swetanka Iliewa                | 43,92 s |
| 5     | Kolumbien         | Amparo Caicedo Norfalia Carabalí Olga Escalante Ximenia Restrepo                   | 45,46 s |
| 6     | Chinesisch Taipeh | Feng-Hua Chang Wen-Xing Chen Ya-Li Chen Shu-Hua Wang                               | 46,21 s |

### Vorlauf 2
13:55 Uhr
| Platz | Staffel             | Besetzung                                                                    | Zeit    |
| ----- | ------------------- | ---------------------------------------------------------------------------- | ------- |
| 1     | DDR                 | Kerstin Behrendt Marlies Göhr Ingrid Lange Silke Möller                      | 42,92 s |
| 2     | Jamaika             | Ethlyn Tate Grace Jackson Vivienne Spence (Vorlauf) Laurel Johnson (Vorlauf) | 43,50 s |
| 3     | Kanada              | Angela Bailey Angela Phipps Angella Issajenko Keturah Anderson               | 43,92 s |
| 4     | Volksrepublik China | Zhang Xiaoqiong Liu Shaomei Xie Zhiling Zhang Caihua                         | 44,29 s |
| 5     | Italien             | Anna Rita Angotzi Daniela Ferrian Marisa Masullo Rossella Tarolo             | 44,33 s |
| 6     | Griechenland        | Maria Tsoni Paraskevi Patoulidou Georgia Zouganeli (Vorlauf) Marina Skordi   | 45,44 s |
| 7     | Südkorea            | Yoon Mi-kyong U Yang-ja Park Mi-sun Lee Young-sook                           | 45,83 s |

### Vorlauf 3
14:00 Uhr
| Platz | Staffel        | Besetzung                                                         | Zeit    |
| ----- | -------------- | ----------------------------------------------------------------- | ------- |
| 1     | USA            | Alice Brown Sheila Echols Dannette Young (Vorlauf) Evelyn Ashford | 42,39 s |
| 2     | Großbritannien | Sallyanne Short Beverly Kinch Simmone Jacobs Paula Dunn           | 43,91 s |
| 3     | Niederlande    | Nelli Cooman Margaretha Tromp Marjan Olyslager Els Vader          | 43,96 s |
| 4     | Polen          | Jolanta Janota Ewa Pisiewicz Agnieszka Siwek Joanna Smolarek      | 43,98 s |
| 5     | Ghana          | Veronica Bawuah Diana Yankey Mercy Addy Martha Appiah             | 44,12 s |
| 6     | Uganda         | Oliver Acii Grace Buzu Farida Kyakutema Ruth Kyalisima            | 46,55 s |

## Halbfinale
Datum: 1. Oktober 1988
In den beiden Halbfinalläufen qualifizierten sich jeweils die ersten vier Staffeln (hellblau unterlegt) für das Finale.

### Lauf 1
12:15 Uhr
Es gab folgende Besetzungsänderungen:
- Jamaika: Juliet Cuthbert ersetzte Vivienne Spence und Merlene Ottey lief anstelle von Laurel Johnson.
- Griechenland: Ekaterini Koffa lief für Georgia Zouganeli.

| Platz | Staffel        | Besetzung | Zeit    |
| ----- | -------------- | --- | ------- |
| 1     | Sowjetunion    | Ljudmila Kondratjewa Galina Maltschugina Marina Schirowa Natalja Pomoschtschnikowa                                       | 42,01 s |
| 2     | DDR            | Silke Möller Kerstin Behrendt Ingrid Lange Marlies Göhr                                                                  | 42,23 s |
| 3     | Jamaika        | Ethlyn Tate Grace Jackson Juliet Cuthbert (Halbfinale/Finale) Merlene Ottey (Halbfinale/Finale)                          | 43,30 s |
| 4     | Polen          | Joanna Smolarek Jolanta Janota Ewa Pisiewicz Agnieszka Siwek                                                             | 43,44 s |
| 5     | Niederlande    | Nelli Cooman Margaretha Tromp Marjan Olyslager Els Vader                                                                 | 43,48 s |
| 6     | Großbritannien | Sallyanne Short Beverly Kinch Simmone Jacobs Paula Dunn                                                                  | 43,50 s |
| 7     | Italien        | Anna Rita Angotzi Rossella Tarolo Daniela Ferrian Marisa Masullo                                                         | 43,97 s |
| 8     | Griechenland   | Maria Tsoni Paraskevi Patoulidou Ekaterini Koffa (Halbfinale) Marina Skordi in den Vorläufen außerdem: Georgia Zouganeli | 45,44 s |

### Lauf 2
12:20 Uhr
Es gab folgende Besetzungsänderungen:
- USA Florence Griffith-Joyner lief für Dannette Young.
- Frankreich: Marie-Christine Cazier-Ballo wurde durch Patricia Girard ersetzt.

| Platz | Staffel             | Besetzung                                                                             | Zeit    |
| ----- | ------------------- | ------------------------------------------------------------------------------------- | ------- |
| 1     | USA                 | Alice Brown Sheila Echols Florence Griffith-Joyner (Halbfinale/Finale) Evelyn Ashford | 42,12 s |
| 2     | BR Deutschland      | Sabine Richter Ulrike Sarvari Andrea Thomas Ute Thimm                                 | 42,69 s |
| 3     | Bulgarien           | Swetanka Iliewa Walja Demirewa Nadeschda Georgiewa Jordanka Donkowa                   | 43,07 s |
| 4     | Frankreich          | Françoise Leroux Muriel Leroy Laurence Bily Patricia Girard (Halbfinale/Finale)       | 43,66 s |
| 5     | Kanada              | Angela Bailey Angela Phipps Angella Issajenko Keturah Anderson                        | 43,82 s |
| 6     | Ghana               | Veronica Bawuah Diana Yankey Mercy Addy Martha Appiah                                 | 44,30 s |
| 7     | Volksrepublik China | Zhang Xiaoqiong Liu Shaomei Xie Zhiling Zhang Caihua                                  | 44,36 s |
| DNS   | Kolumbien           | Amparo Caicedo Norfalia Carabalí Ximenia Restrepo Olga Escalante                      |         |

## Finale
Datum: 1. Oktober 1988, 13:55 Uhr
| Platz | Staffel        | Besetzung | Zeit    |
| ----- | -------------- | --- | ------- |
| 1     | USA            | Alice Brown Sheila Echols Florence Griffith-Joyner (Halbfinale/Finale) Evelyn Ashford in den Vorläufen außerdem: Dannette Young                           | 41,98 s |
| 2     | DDR            | Silke Möller Kerstin Behrendt Ingrid Lange Marlies Göhr                                                                                                   | 42,09 s |
| 3     | Sowjetunion    | Ljudmila Kondratjewa Galina Maltschugina Marina Schirowa Natalja Pomoschtschnikowa                                                                        | 42,75 s |
| 4     | BR Deutschland | Sabine Richter Ulrike Sarvari Andrea Thomas Ute Thimm | 42,76 s |
| 5     | Bulgarien      | Swetanka Iliewa Walja Demirewa Nadeschda Georgiewa Jordanka Donkowa                                                                                       | 43,02 s |
| 6     | Polen          | Joanna Smolarek Jolanta Janota Ewa Pisiewicz Agnieszka Siwek                                                                                              | 43,93 s |
| 7     | Frankreich     | Françoise Leroux Muriel Leroy Laurence Bily Patricia Girard (Halbfinale/Finale) in den Vorläufen außerdem: Marie-Christine Cazier-Ballo                   | 44,02 s |
| DNS   | Jamaika        | Ethlyn Tate Grace Jackson Juliet Cuthbert (Halbfinale/Finale) Merlene Ottey (Halbfinale/Finale) in den Vorläufen außerdem: Vivienne Spence Laurel Johnson |         |

Favorisierte Staffel war das Team aus den Vereinigten Staaten mit der Sprintdoppelolympiasiegerin Florence Griffith-Joyner und der 100-Meter-Silbermedaillengewinnerin Evelyn Ashford. Die schärfsten Rivalinnen waren vor allem die vier Sprinterinnen der DDR-Staffel.
Im Finale konnte Startläuferin Alice Brown einen leichten Vorsprung erlaufen. Doch der Wettkampf war noch nicht entschieden. Die US-Läuferin Sheila Echols musste sowohl Kerstin Behrendt, DDR, als auch sowjetische Läuferin Galina Maltschugina vorbeiziehen lassen. In der Kurve übernahm Florence Griffith-Joyner wieder die Führung für die USA. Ihr Wechsel auf Evelyn Ashford ging allerdings ziemlich daneben, sodass die DDR und die UdSSR wieder nach vorne kamen. Doch Ashford als Schlussläuferin war ihren Konkurrentinnen Marlies Göhr und Natalja Pomoschtschnikowa läuferisch so weit überlegen, dass sie auf der Zielgeraden wieder vorbeizog und ihrer Staffel die Goldmedaille sicherte. Eine gute Zehntelsekunde dahinter errang die DDR Silber deutlich vor der UdSSR. Nur um eine Hundertstelsekunde geschlagen belegte das bundesdeutsche Team Platz vier vor Bulgarien und Polen.

## Videolinks
- 1988 Olympic Women's 4x100 - Best Relay Finish Ever!!, youtube.com, abgerufen am 8. Dezember 2021
- 1988, 4x100m Relay, Women, USA v GDR v USSR, Seoul, youtube.com, abgerufen am 31. Januar 2018